# Ctenella chagius
Ctenella chagius es la única especie de coral del género Ctenella, de la familia Euphylliidae, orden Scleractinia.
Es el único coral de su familia en el océano Indo-Pacífico, ya que el resto de especies tan sólo se distribuyen en el Caribe, dónde son comunes.

## Morfología
Ctenella chagius es un enorme coral hemisférico, colonial, con una superficie fisurada y con una apariencia similar a la de un cerebro. El coral forma cúpulas semiesféricas sólidas y lisas. Los pólipos secretan su esqueleto individual, llamado coralito, y se disponen en filas, en valles largos y serpenteantes, lo que lo enmarca en el tipo meandroide. El ancho entre las crestas es de alrededor de 1,5 cm, con los valles cerca de 1 cm de profundidad. Los tabiques que irradian desde los coralitos están muy juntos y espaciados uniformemente, algunos continúan hacia arriba y sobre las crestas. Los márgenes de los septa son lisos.
El tejido de este coral puede ser de un color marrón pálido, crema o verde, y los tentáculos son transparentes, siendo usualmente visibles durante el día.  Puede crecer hasta un metro de diámetro. Se trata de un coral zooxantelado, pues tiene algas simbióticas dinoflageladas unicelulares, llamadas zooxantelas, que viven dentro de sus tejidos.

## Hábitat y distribución
Viven en laderas y lagunas soleadas de los arrecifes localizados en las zonas cercanas a las costas. Habita entre 3 y 45 m de profundidad.
Se distribuye exclusivamente en el archipiélago de Chagos, en el océano Índico occidental, en el Territorio Británico del Océano Índico, Mauricio y Reunión.

## Alimentación
Su principal fuente de alimentación son las algas zooxantelas que habitan en sus tejidos. Las algas realizan la fotosíntesis produciendo oxígeno y azúcares, que son aprovechados por los pólipos, y se alimentan de los catabolitos del coral (especialmente fósforo y nitrógeno). Esto les proporciona entre el 70 y el 95% de sus necesidades alimenticias. El resto lo obtienen atrapando plancton y materia orgánica disuelta en el agua.

## Reproducción
Se reproducen asexualmente mediante gemación, y sexualmente, fertilizando sus células sexuales. Las larvas, permanecen a la deriva arrastradas por las corrientes dos o tres días, hasta que caen al fondo, se adhieren a él y se transforman en pólipos. Posteriormente, comienzan su vida sésil, secretando carbonato cálcico para conformar un esqueleto, o coralito y, mediante gemación, conforman la colonia.